# Muskvara
Muskvara (georgiska: მუსკვარა) är ett vattendrag i Georgien. Det ligger i regionen Abchazien, i den nordvästra delen av landet, 280 km nordväst om huvudstaden Tbilisi.